# Путевые впечатления. В России
«Путевые впечатления. В России» (фр. Impressions de voyage: En Russie) — путевые заметки французского писателя Александра Дюма-отца, рассказывающие о его поездке в Россию в 1858—1859 годах. Впервые публиковались в 1859—1862 годах, в 1865 году увидело свет полное издание.

## Создание и публикация
Александр Дюма приехал в Россию в июне 1858 года по приглашению графа Кушелева-Безбородко, чтобы стать свидетелем на свадьбе его свояченицы. Из Парижа он прибыл в Санкт-Петербург, затем в Москву и Нижний Новгород, спустился по Волге до Астрахани, а потом проехал через весь Кавказ. В феврале 1859 года Дюма отбыл на родину из Поти. В пути он вёл записи, а по возвращении домой начал публиковать очерки в газете Le Monte Cristo. В 1862 году в той же газете вышло продолжение, а в 1865 году в парижском издательстве Lеvy Frеres увидело свет полное издание записок о России.